# Atlas H-10

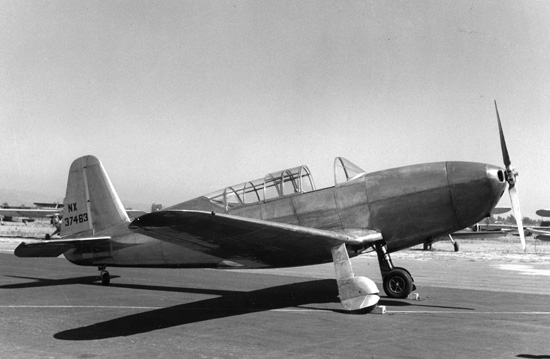
Photo du Harlow PJC-4 (Atlas H-10) vers 1948

Pour les articles homonymes, voir Atlas.
L'Atlas H-10 est un prototype d'avion monoplan à 4 places.

## Harlow PJC-4
Selon le Passadena Junior College Chronicle le Harlow PJC-4 était un biplace en tandem construit par les élèves de Max Harlow pour les besoins d’un médecin californien, pilote chevronné de surcroit. Il aurait dû prendre l’air en juin 1940 mais des difficultés (techniques ?) imprévues retardèrent le premier vol. Il n’est pas certain que ce prototype [NC37463] ait réellement volé compte tenu de l’évolution de la situation internationale, mais cet avion, qui semble avoir disparu durant la guerre, refit surface en 1945 sous la désignation Atlas H-10.

## Atlas H-10
En 1942 Harlow Aircraft Corp fut rachetée par Vultee Aircraft et à la fin de la guerre Max Harlow se transforma en spéculateur foncier, revendant les terrains qu'il avait achetés avant-guerre sur l'aéroport d'Alhambra, proche de Hollywood. Il n'avait pas pour autant abandonné l'aviation. En 1947 il racheta le prototype Harlow PJC-4, le modifia en quadriplace, et l’équipa successivement d’un moteur Lycoming O-435, puis de 2 moteurs Continental O-300 de 145 ch superposés, entrainant une seule hélice, et enfin d’un Franklin 6AB modifié par Max Harlow pour développer 215 ch. Cet avion volait toujours au début des années 60, avec un Lycoming IO720 de 400 ch cette fois.
La certification de l'Atlas H-10 a été suspendue en 1966 et cet avion est aujourd’hui conservé, démonté, par un collectionneur californien.